# 臺灣反年金改革行動
臺灣反年金改革行動（反年改）是指不滿中華民國政府提出之年金改革，而發動的遊行、陳抗或衍生事件。發生頻率尤以民主進步黨執政下的蔡英文政府時期最高。該時期的抗議包括基層軍公教主導的軍公教反污名要尊嚴九三大遊行、退休軍公教主導的419反年金改革抗議、退伍軍人主導的八百壯士衝突案等。陳抗多發生於凱達格蘭大道或立法院周遭。
在中華民國現行的制度中，軍公教人員退休後並非支領國民年金，而是其雇主——中華民國政府給予的退休金，故他們的「反年金改革抗議」實是「反退休金改革抗議」。

## 背景——年金改革
1970年代臺灣經濟起飛，當時軍隊、公務員、教師（三者並稱軍公教）支領的薪水較社會平均為低，低階人員生活較為清苦。中華民國政府為實現社會正義，乃給予軍公教人員優惠，包括優惠存款（所謂18%）、等各項福利措施。但臺灣經濟達到高點之後並沒有持續上升、甚至沒有維持水平，至2000年代時，軍公教人員因30年前政府給予的優惠，其生活條件已經比部分民眾優渥。1980年代改革開放以降，各屆政府乃開始減少福利。
總統李登輝執政時，規定民國84年即西元1995年之後才成為公、教之人員不適用優惠存款（18%）政策，但1994年（含）之前已就職者不追討。2016年蔡英文當選總統後為落實其政見，成立專責委員會處理軍公教、勞工及一般國民的退休金（普通國民為「年金」）刪減事宜。2017年，蔡政府決定全面停發18%優惠存款，並考慮追回已發款項，並將之列入《公務人員退休撫卹法》等相關法案草案中。
針對軍公教的退休金改革，主要包含停止優惠存款制度（俗稱18%）、調降所得替代率、延長提撥薪資採計期、延後請領年齡、調整費率等，並針對公職人員年資併社團專職人員年資（其中政黨黨工年資併入公職人員年資計算者，又稱黨職併公職）進行處理。
截至2018年6月21日，軍公教年改已經完成。勞保年改則沒有進行任何更改，執政黨民主進步黨黨政高層表示，選舉將屆，2018年內應不會改革。

## 主要發起者

### 監督年金改革行動聯盟
監督年金改革行動聯盟由數十個關注年金改革的軍公教團體，立法院於2017年6月底通過《公務人員退休資遣撫卹法》、《公立學校教職員退休資遣撫卹條例》等相關法案後，其所關注的議題已經基本結束，故於2017年8月28日解散。召集人為黃耀南。中華民國全國公務人員協會理事長李來希也是其成員，領導行動包含軍公教反污名要尊嚴九三大遊行等。

### 八百壯士

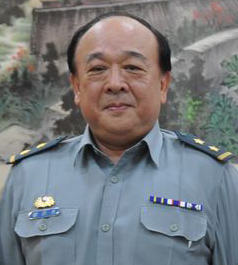
吳斯懷。

八百壯士由部分退伍軍人所組成，知名人物有團體發言人中將吳斯懷、已逝世的上校繆德生等。名稱原指第二次中日戰爭中參與四行倉庫保衛戰的國民革命軍。八百壯士不滿行政院提出的《海陸空軍軍官士官服役條例修正草案》，質疑該條例除了溯及既往，還違反《憲法》保障的軍人退撫制度。

## 著名活動

### 2016年

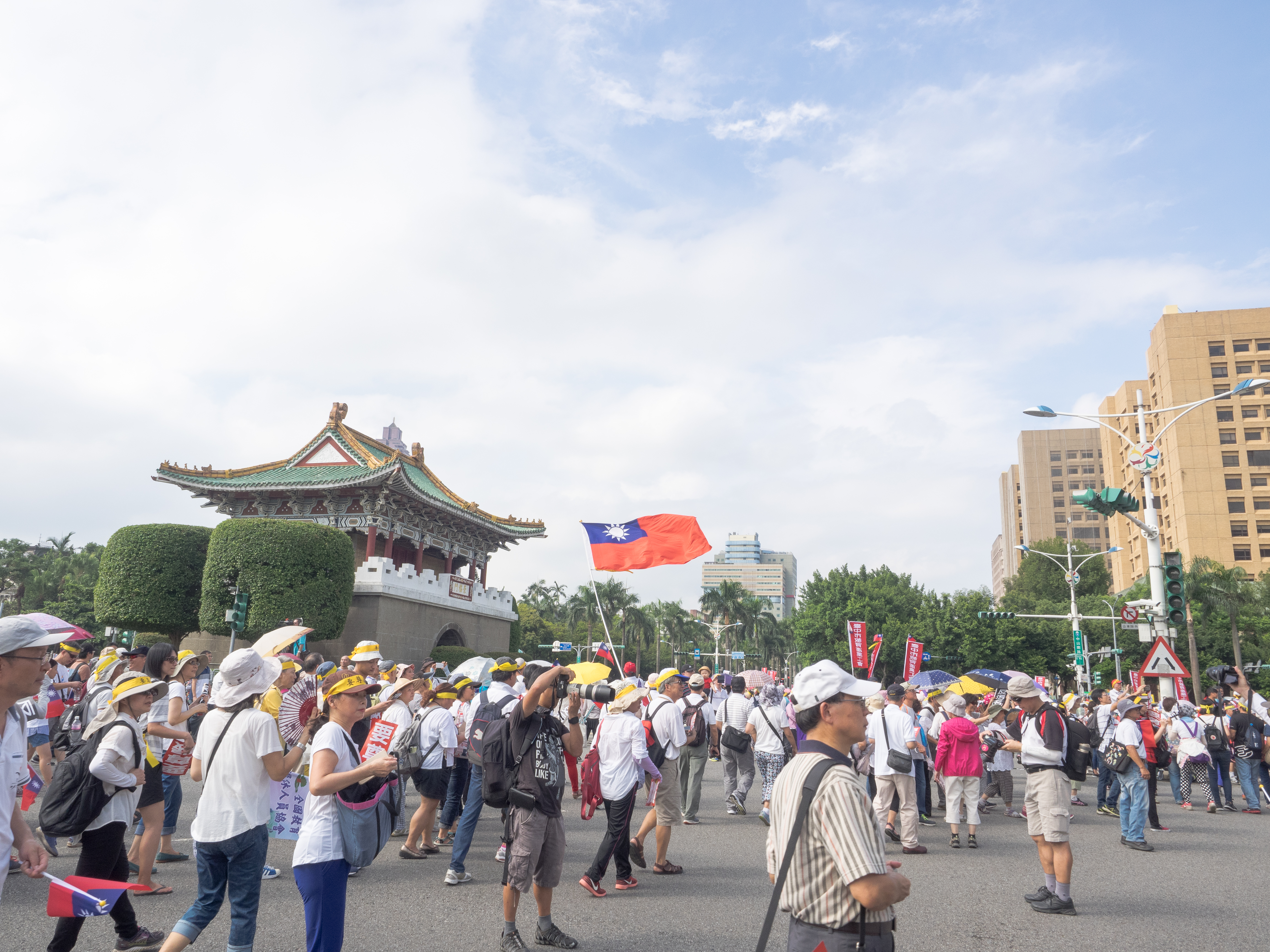
九三大遊行。

2016年主要行動有軍公教反污名要尊嚴九三大遊行等。

### 2017年
2017年2月21日，部分退伍國軍在立法院前發起「八百壯士捍衛權益行動」，向執政的蔡英文政府抗議，參與者包含前退輔會副主委吳其樑、前陸軍副司令吳斯懷及中國國民黨黃復興黨部。參與者組織稱為「八百壯士」，每夜會有人在立法院附近搭帳留宿。後由於天氣不穩定，駐紮人數減少。八百壯士在抗議過程中，曾對立法院丟擲煙霧彈。2017年9月3日的軍人節，上千人參與該行動組織發起的遊行陳抗。同月，八百壯士聲明將轉型為社團法人。

#### 2017年4月中旬衝突

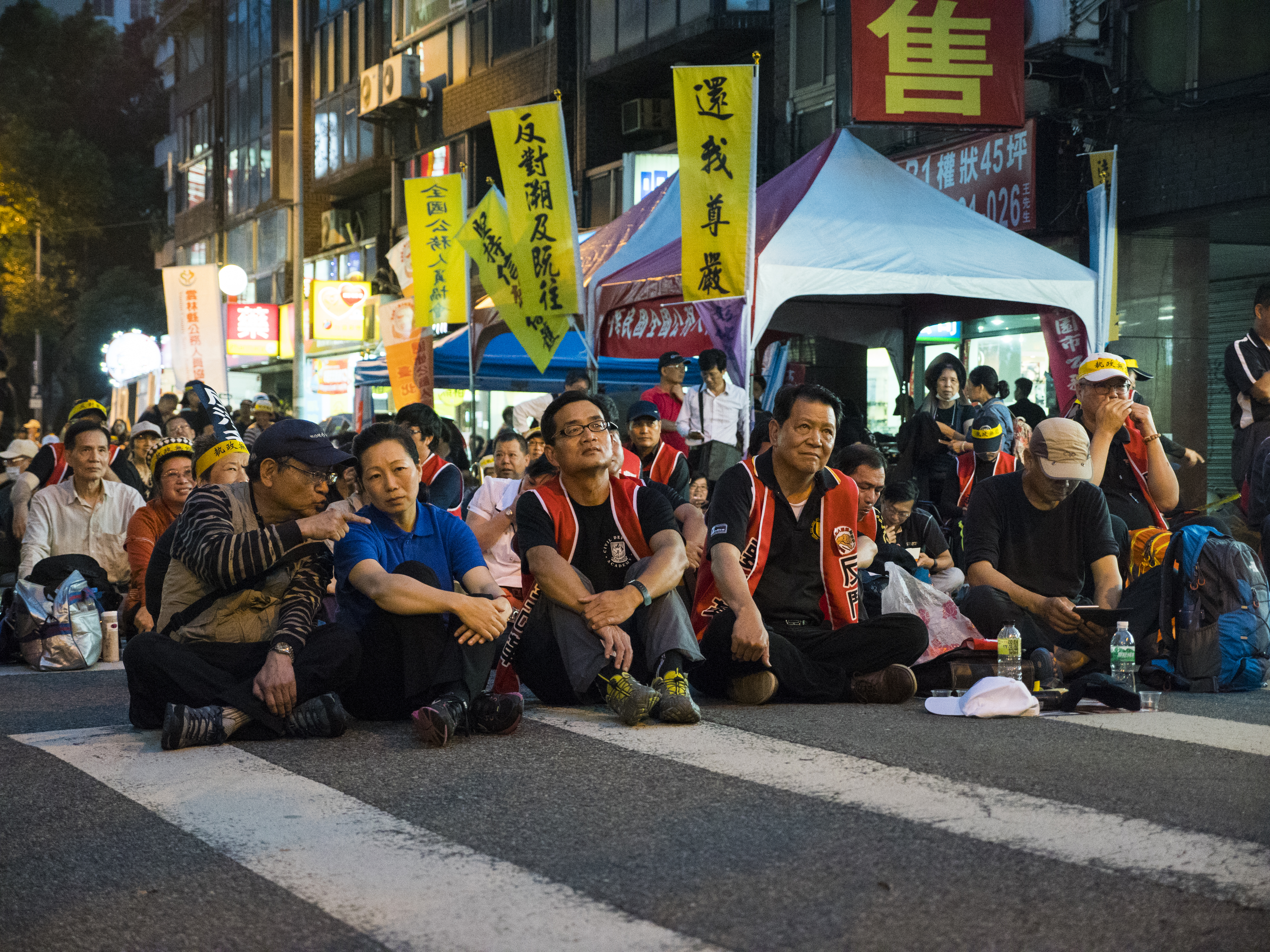
419反年金改革抗議時抗爭群眾。

2017年4月7日，部分年金改革相關法案在立法院院會通過一讀，交付委員會審查。同月11日，監督年金改革行動聯盟召集人黃耀南宣布將於18日、19日夜宿立法院外。19日一早，欲進入立法院內議事的國會議員及助理被部分激進民眾採暴力手段攻擊，監察委員、一些縣市首長和傳媒記者也被激進份子攻擊。當日中午，驟雨使群眾紛紛離去。下午立法院黨團協商達成共識，擇日再審，監督年改聯盟宣布初步目標達成並解散。
對於暴力行為，警察機關將李來希、黃耀南等人移送法辦。受攻擊者有被毆打的臺北市市長柯文哲等，時代力量立委徐永明被潑水，被毆打的還有中國國民黨籍立法委員林為洲等人。部分網民也謔稱此活動為「沒錢花運動」，臺灣傳媒亦因活動無發起方官方稱呼而採用網民的稱呼。

### 2018年
2018年2月，八百壯士參與者繆德生在陳抗過程中不慎自高處摔落而逝世。該年4月，八百壯士向立法院院長蘇嘉全遞出陳情書，希望他為軍人年改請求釋憲。

#### 4月八百壯士衝突案
2018年4月25日在立法院舉行的《陸海空軍軍官士官服役條例修正草案》公聽會上，政府未給予實質答詢，八百壯士因而在立法院外發起抗議。

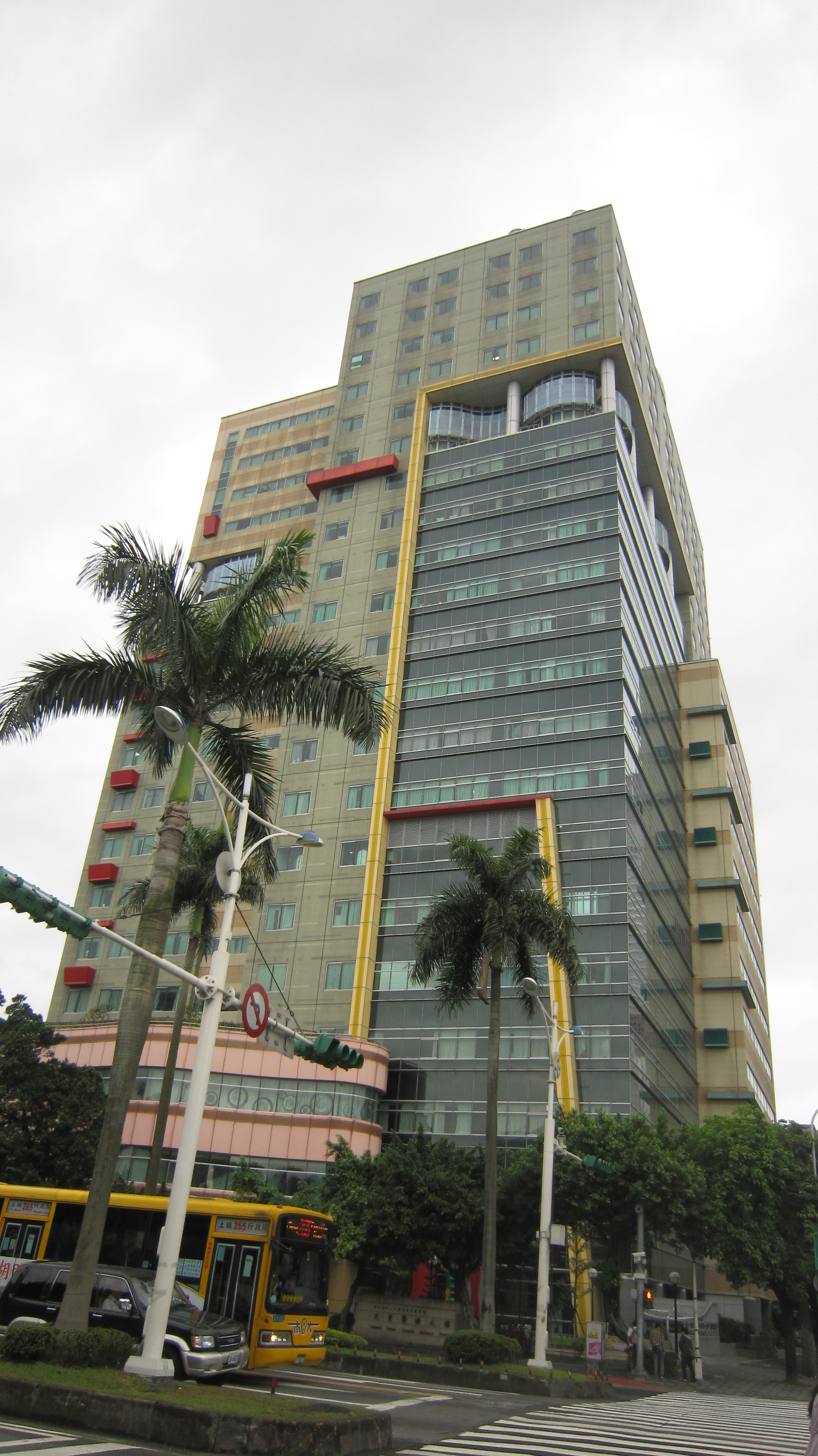
臺大兒童醫院。

抗議群眾試圖進入立法院院區，也有人向院區投擲煙霧彈等危險物品。群眾扯倒了八百壯士設置的柵欄、帳篷，一些人攻擊記者和警方，警方也有一些行為傷及民眾。部分抗議人士進入國立臺灣大學醫學院附設醫院兒童醫院休息，醫師施景中稱休息人士影響到病童、家屬，在大廳大喊「造反有理，警察打人！」。少數抗議群眾甚至表示要將警察綁在宣傳車上，為他人制止；八百壯士也在立法院院區門口辱罵警察。警員接受採訪時，表示認同其爭取權利的行為，但不應有暴力衝突。過程中至少有12名傳媒記者被波及，受到國際新聞記者聯盟關切。抗爭中，退役上校陳咸嶽自稱為了拉出被鐵絲網壓住的三名警察，意外被警方以油壓剪剪斷左手小指。後斷指為「八百壯士」發言人吳斯懷尋獲。
臺北市警察局後續在場蒐證，對抗爭民眾方究辦。民主進步黨政府稱將嚴辦八百壯士領導者。是次遊行共有84名員警受傷，14位記者財損及受傷。警方逮捕管束57名抗爭民眾中的現行犯，其中部分民眾設涉刑法妨害公務及傷害等罪嫌，警方訊後移交送臺北地檢署偵辦，而檢方再度複訊後，將一些人員限制住居。4月26日下午，「八百壯士」發言人吳斯懷為衝突道歉，並宣布行動已經達到預期目標，暫且解散，視後續國會審查法案進度「擇期再戰」。部分抗議民眾認為，陳抗陣營中可能有假記者對他們蒐證，才引發衝突。